# 프리야마니
프리야마니(힌디어: प्रियामणि, 영어: Priyamani, 1984년 6월 4일 ~ )는 인도의 배우, 모델이다. 2006 내셔널 필름 어워드 여우주연상 수상자이다.

## 출연 작품
- 첸나이 익스프레스 (2013)
- 라아바난 (2010)
- 라아반 (2010)
- 파루티 비란 (2007)